# Fiore Sardo
Il Fiore Sardo è un formaggio ovino italiano a denominazione di origine protetta la cui zona di produzione comprende l'intero territorio della regione autonoma della Sardegna.

## Storia
Prodotto secondo antiche tecniche di lavorazione artigianale, il Fiore Sardo ha da ricondurre la sua origine ai paesi di Gavoi, Austis, Ovodda, Tiana, Teti, Ollolai, Lodine e Olzai(comuni della Barbagia di Ollolai) in provincia di Nuoro, e deve il nome all'impiego, ormai desueto, di stampi in legno di castagno o di perastro sul cui fondo era scolpito un fiore simile all’asfodelo o alla rosa peonia (accompagnato spesso dalle iniziali del produttore) che marchiava le facce delle forme.
La sua origine è molto antica, risalente alla civiltà nuragica precedente la dominazione dell'Antica Roma, e nell'isola rappresentò il formaggio di maggior produzione sino all'avvento delle industrie casearie del Pecorino Romano alla fine del XIX secolo.
Citato nella Convenzione di Stresa del 1951 sull'uso dei nominativi di origine e delle denominazioni dei formaggi, riconosciuto a Denominazione Tipica nel 1955 e d'Origine dal 1974, ha infine ottenuto la Denominazione d'Origine Protetta (DOP) nel 1996.
L'associazione Slow Food ne tutela l'importanza attraverso un proprio Presidio. Dal 30 settembre 2018 a Gavoi, in provincia di Nuoro, è presente il Museo del Fiore Sardo.

## Produzione e caratteristiche
Formaggio a pasta dura dal sapore piccante a seconda dello stadio di maturazione, il Fiore Sardo è ottenuto da latte di pecora proveniente esclusivamente da soggetti di razza sarda coagulato a crudo (33-36 °C) con caglio di agnello o di capretto in pasta; la forma ha la caratteristica foggia a doppio tronco di cono con peso variabile da 1,5 a 4 kg con crosta di colore giallo o marrone scuro e la pasta tendente dal bianco al giallo paglierino a seconda della durata del periodo di stagionatura; oltre ad essere un formaggio da tavola, diventa da grattugia qualora la stagionatura si protragga oltre i 6 mesi.